# Eastpointe
Eastpointe – miasto w Stanach Zjednoczonych, w stanie Michigan, w hrabstwie Macomb.